# Cadalso de los Vidrios
Cadalso de los Vidrios est une commune d’Espagne, située dans la communauté autonome de Madrid, à 80 km au sud-ouest de Madrid, à la limite avec les provinces de Tolède et Ávila.